# Paul Bril
Paul Bril (Antwerpen, 1554 – Rome, 7 oktober 1626) was een Zuid-Nederlands kunstschilder van landschappen uit de barokperiode.

## Leven
Paul Bril ging aanvankelijk bij zijn vader Matthijs Bril in de leer. Hij zette zijn opleiding voort in Antwerpen bij Damiaen Wortelmans, en trok rond 1575 naar het buitenland. Na enige tijd in Lyon te hebben doorgebracht reisde hij aan het eind van de jaren 1570 door naar Rome, waar hij in het atelier van zijn oudere broer Matthijs Bril (1550-1583) ging werken. Hij schijnt in die tijd grote vorderingen te hebben gemaakt en zich sterk in Rome te hebben geïntegreerd. Hij werd lid van de Accademia di San Luca en van de kunstenaarsgroep Virtuosi al Pantheon. In 1592 trad hij in het huwelijk. Evenals zijn broer kreeg Paul Bril opdrachten van de pausen Gregorius XIII, Sixtus V, Clemens VIII en Paulus V. Hij stierf in Rome.

## Werk
Paul Bril schilderde fresco's met landschappen in verschillende kerken en in de paleizen van de pausen en kardinalen te Rome, maar zijn grootste bekendheid kreeg hij met zijn kleine landschappen op koper en paneel. Daarnaast zijn er veel tekeningen van hem overgeleverd.
Hij schilderde aanvankelijk panoramische landschappen met vaak historische of Bijbelse voorstellingen erin verwerkt, geheel in de Vlaamse maniëristische traditie. Ze worden gekenmerkt door een onrustige opbouw met diagonalen, een verfijnde detaillering en het traditionele kleurenpalet van bruin, groen en blauw. Ook zijn van hem uit die tijd boslandschappen in de trant van Gillis van Coninxloo en Jan Brueghel de Oude bekend. Gaandeweg verhoogde hij het realistische gehalte van zijn landschappen door de natuur en de gebouwen meer als structurele elementen te laten fungeren.

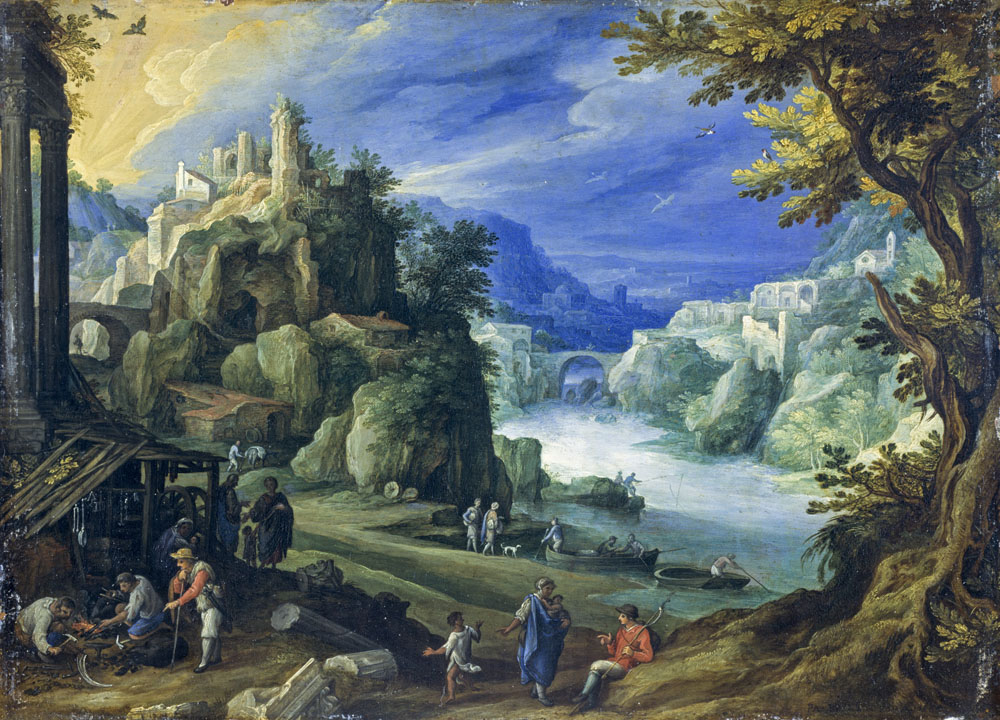
Fantasie berglandschap, 1598, Scottish National Gallery, Edinburgh

Het atelier van Paul Bril in Rome was rond 1600 een trefpunt van kunstenaars die elkaar inspireerden, onder wie Adam Elsheimer, Frederik van Valckenborch, Sebastiaen Vrancx en Jan Brueghel de Oude. Vooral de werken van de laatste zijn op dat moment sterk verwant aan die van Bril.
Er ontstond echter ook een soort kruisbestuiving met Italiaanse schilders die streefden naar een klassieke stijl en een geïdealiseerd landschap, zoals in de eerste plaats Annibale Carracci. Bril werd niet alleen door hen beïnvloed, hij inspireerde ook kunstenaars als Domenichino en Giovanni Battista Viola.
Mede dankzij gravures naar zijn werk door de Utrechter Hendrick Goudt zijn ook Peter Paul Rubens, Jacob Pynas, Pieter Lastman, Cornelis van Poelenburgh en Bartholomeus Breenbergh in meerdere of mindere mate schatplichtig aan Bril. Zo vormde Bril, naast zijn vriend Elsheimer, een belangrijke schakel in de gecompliceerde ontwikkeling van het 'autonome' landschap rond 1600.
Zelf keerde hij echter na 1610 weer terug naar de oudere schema's. Afgezien van Willem van Nieulandt, die zijn stijl getrouw kopieerde, had Bril toen nog maar weinig navolgers.

## Werk in openbare collecties (selectie)
- Museum Boijmans Van Beuningen, Rotterdam[2]
- Noordbrabants Museum, 's-Hertogenbosch [3]
- Rijksmuseum, Amsterdam[4]

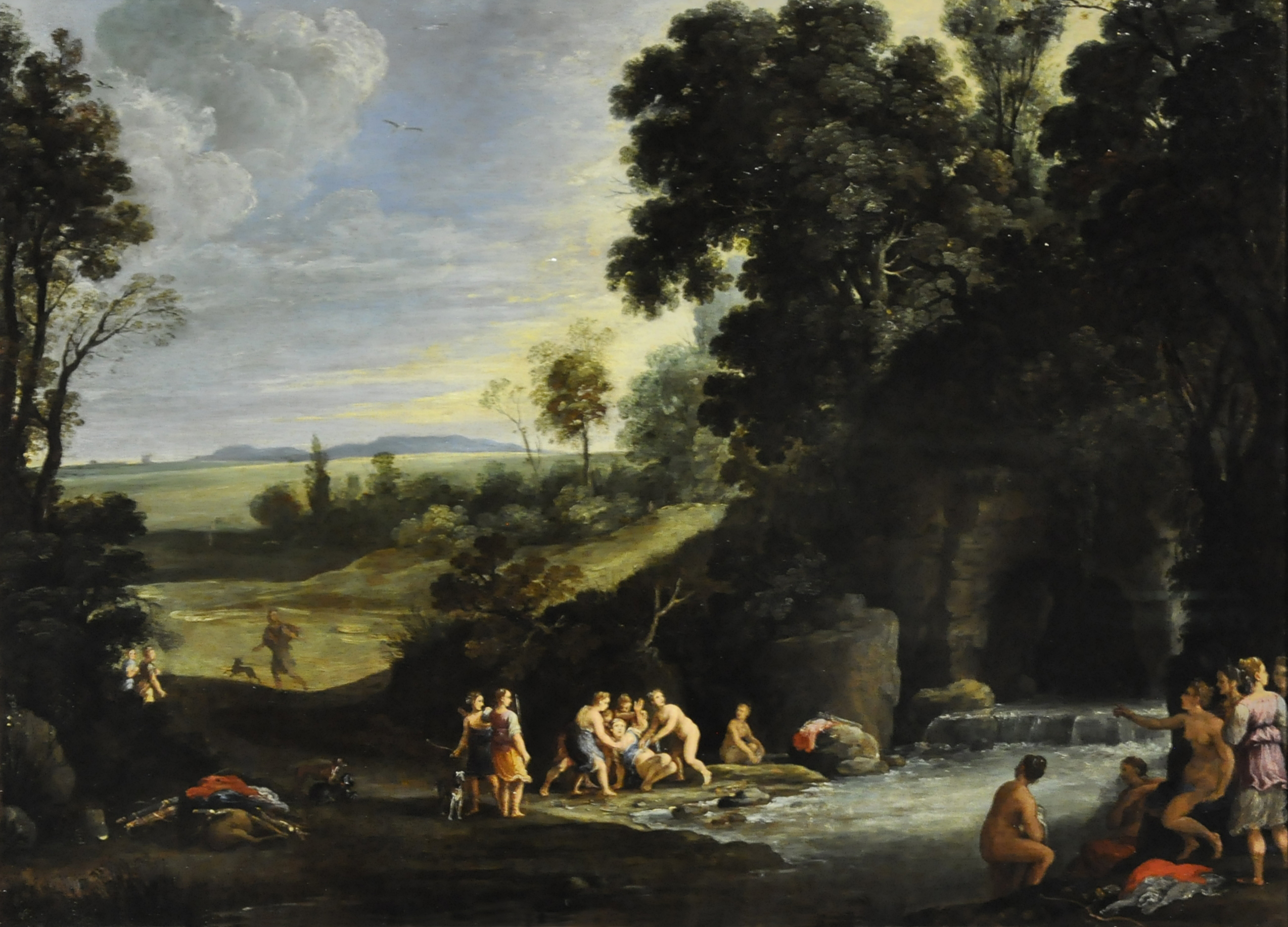
Diana en Callisto, ca. 1620-1629, National Gallery, Londen

- Auckland Art Gallery Toi o Tāmaki: 455
- Art Gallery of South Australia: 2635
- Biblioteca Nacional de España: XX1272403
- Bibliothèque nationale de France: cb149596918 (data)
- Biografisch Portaal: 39122092
- Digitale Bibliotheek voor de Nederlandse Letteren: bril015
- Gemeinsame Normdatei: 119179466
- International Standard Name Identifier: 0000 0001 2320 1137
- KulturNav: 370f3ec2-d9b1-44be-9875-a1548d3f959b
- Library of Congress Control Number: nr91039810
- National Gallery of Victoria: 6042
- Nationale Bibliotheek van Tsjechië: jo2016898941
- Nationale Bibliotheek van Israël: 987007357023705171
- Nederlandse Thesaurus van Auteursnamen: 117255602
- RKD-Nederlands Instituut voor Kunstgeschiedenis: 12590
- SNAC: w6hm88v7
- Système universitaire de documentation: 034266941
- Museum of New Zealand Te Papa Tongarewa: 294
- Union List of Artist Names: 500005652
- Virtual International Authority File: 27875673
- WorldCat: E39PBJB8pt4q3byqb7pxmCFR8C